# 京都市立西京高等学校・附属中学校
京都市立西京高等学校・附属中学校（きょうとしりつ さいきょうこうとうがっこう・ふぞくちゅうがっこう）は、京都府京都市中京区西ノ京東中合町に所在する市立中学校・高等学校。

## 設置学科
- 未来社会創造学科エンタープライジング科

## 沿革
- 1886年5月 - 京都府商業学校が創立[1]
- 1900年 - 校内に簡易商業学校を開校[2]。
- 1901年 - 簡易商業学校を京都市に移管[2]。
- 1910年4月 - 京都市立第一商業学校に改称
- 1931年4月 - 校舎を現在地に移転
- 1948年4月 - 新制高等学校となり校名を京都市立西京商業高等学校と改称
- 1948年10月 - 新制高等学校再編成により、普通科を設置し校名を京都市立西京高等学校と改称
- 1963年4月 - 校名を京都市立西京商業高等学校と改称、単独制の商業高校となる
- 1985年4月 - 京都府高校制度改革に伴い、経理科、情報処理科、流通経済科、国際経済科の4学科を設置
- 2000年4月 - 会計・情報処理学科群・流通経済・国際経済学科群の2学科群による入学選抜を実施
- 2001年4月 - 校舎の全面改築工事を起工
- 2003年4月 - 校名を京都市立西京高等学校と改称、未来社会創造学科エンタープライジング科を創設
- 2004年4月 - 京都市立西京高等学校附属中学校創立、併設型中高一貫教育を導入
- 2005年3月 - 校舎の全面改築工事が竣工
- 2021年4月 - 西京高等学校定時制と京都市立伏見工業高等学校定時制が統合し[注釈 1]、伏見工業高等学校の校地に京都市立京都奏和高等学校が開校[3]
- 2023年3月 - 定時制課程を閉制する[4]

## 未来社会創造学科エンタープライジング科
全日制の専門学科として未来創造学科エンタープライジング科を開設している。これにより、京都府全域からの受験や通学が可能となっている。この系統をとっている公立高校は府内に京都市立堀川高等学校や京都府立嵯峨野高等学校があり、西京高校はこれらの高校とともに「公立高校復権の象徴」とされている。
エンタープライジング科の名前は、英単語の名詞enterpriseの形容詞形であるenterprisingからきている。

## 教育理念
“enterprising”は『進取の気性に富んだ』という意味であり、西京高等学校・附属中学校では、この『エンタープライズシップ』を6年間一貫教育の基本理念とし、大学を経て、やがては未来社会のリーダーとなる有為の『進取（進んでものごとに取り組もうとする気概）・敢為（あえて困難に立ち向かおうとする気性）・独創（自由な発想と果敢な実行力）性』にあふれた人材（グローバルリーダーシップ）の育成を目指す。

## 教育目標
附属中学校
未来社会を創造する力の育成を目標とし、高い知性を育み、一人一人の個性を伸長する学習を展開。自由な発想と果敢な実行力をもったチャレンジ精神を涵養して、未来社会の一員としての調和のとれた豊かな感性を磨く。進んで物事に取り組もうとする気概を持った生徒、自らの可能性を信じ敢えて困難にチャレンジする生徒、主体的に社会と関わり自己を高め社会貢献しようとする生徒を育成する。
高等学校
創造的コミュニケーションを駆使し、またグローバルな視点で自然現象・社会事象を考察し、豊かな経済センスによってこの世紀を開拓しリードする人材を育成する。自然科学系（理系）、社会科学系（文系）の2つの専門コースを設置し、大学進学に生徒の進路実現を図る。

## 生徒会活動
全日制においては、伝統的に生徒会のことを生徒自治会という。生徒自治会執行部員には希望すれば誰でもなることができるが、生徒会長は選挙によってのみ選出される。

## 部活動

### 中学
体育系
- 陸上
- テニス（男・女）
- バスケットボール（男・女）
- バドミントン（女）
- 野球
- 水泳

文化系
- 放送
- 理科
- 吹奏楽
- 日本の伝統
- インターアクト同好会

### 高校
体育系
- 野球
- 陸上競技
- サッカー
- 水泳
- ソフトボール
- 卓球
- ソフトテニス
- テニス
- バスケットボール（男・女）
- バレーボール
- バドミントン

文化系
- ESS
- イラスト
- クッキング
- コンピュータ
- 軽音楽
- 茶道
- 吹奏楽
- ダンス
- 理学
- インターアクト同好会
- 新聞
- 競技かるた
- 放送
- 演劇

野球部は京都一商時代に第20回選抜高等学校野球大会で優勝し、第7回全国高等学校野球選手権大会では準優勝している。甲子園には春4回（京都一商時代の第11回,19回,20回大会、西京商時代の第54回大会）、夏3回（京都一商時代の第6回,7回大会、西京商時代の第30回）出場している。第1回全国中等学校優勝野球大会から現代まで地区大会の皆勤出場をしている15校の内の1校でもある。
当校にはかつてラグビー部が存在しており、京都一商時代の1925年（大正14年）の第8回全国大会で優勝している。

## 情報機器
西京高校では、IT教育の一環として生徒全員が同じ種類のノートパソコンを1台ずつ購入する。このパソコンは、将来社会に出た際にこれを使いこなすためである。また、特別教室を含むすべての教室に無線LANアクセスポイントが設置されており、校内のどこでもインターネットにアクセスできる。そのほかにも普通教室には備え付けのノートパソコン、教材提示装置(OHC)、ビデオなどのAV機器があり、これらの映像などを、同じく備え付けのプロジェクターでスクリーンに映し出すことができる。

## 附属中学校
附属中学校は、高等学校に専門学科「エンタープライジング科」が設置された1年後の2004年に創設された。6ヵ年中高一貫教育を採用しているため、生徒は附属中学校卒業後、自動的に同高校に進学できる。また、国内でも珍しく公立高校の専門学科に接続している。なお、京都市立西ノ京中学校とは無関係である。

### 選考試験
選考試験（作文・製作・面接）が毎年1月に行われる。適性をみる検査はI、II、IIIの3種類があり、それぞれ国語的分野、算数的分野、社会・理科的分野で、試験時間はそれぞれ50分、50分、50分である。2012年度入試までは作文・製作と面接の結果が特に優秀だった60人ほどの受験生は無抽選で合格が決定し、次に優秀だった生徒の中から残りの合格者を抽選、合計120人を選抜し、生徒として入学を許可していたが、2013年度入試から無抽選となった。

## 施設
商業高校からエンタープライジング科を要する中高一貫校へと校舎を改築するのに約100億円が投じられた。
- 本館（7階建て。高校の普通教室など）[8]
- 西館（4階建て。体育館や武道場、プール、トレーニング室、中学校の普通教室など）[8]
- グラウンド

## 通学手段など
- 徒歩
- 自転車
- バイク（定時制は許可されているがエンタープライジング科の生徒は禁止）
- 鉄道：JR嵯峨野線、京福電気鉄道嵐山本線、阪急京都線、京都市営地下鉄など
- 最寄り鉄道駅及びバス停留所：
  - 京福電気鉄道嵐山本線西大路三条駅より徒歩5分
  - JR嵯峨野線円町駅より徒歩8分
  - JR嵯峨野線二条駅より徒歩10分
  - 京都市営地下鉄東西線 西大路御池駅（3号出口）よりすぐ
  - 阪急京都線西院駅より徒歩10分
  - 京都市営バス 西大路御池下車すぐ
  - 京都バス 西大路三条下車徒歩5分
  - JRバス 円町下車徒歩8分

## 関係者

### 著名な出身者
- 天野忠 - 詩人、読売文学賞、毎日出版文化賞受賞
- 村田昭 - 村田製作所創業者
- 瀧井治三郎 - タキイ種苗創業者
- 山内溥- 任天堂元社長
- 井上治兵衛 - 元三井物産会長
- 桝本頼兼 - 前京都市長
- 木村祐一 - タレント
- 水野弥一 - 京都大学アメリカンフットボール部前監督
- 二之湯智 - 参議院議員
- 川勝政太郎 - 考古学者、美術史家、紫綬褒章受章
- 井藤半彌 - 経済学者、元一橋大学学長、元日本学士院会員
- 新庄博 - 経済学者、神戸大学名誉教授
- 市村真一 - 経済学者、京都大学名誉教授
- 野村寅三郎 - 経済学者、神戸大学名誉教授
- 廣瀬忠彦 - 園芸学者、香川大学名誉教授
- 須田稔 - 立命館大学名誉教授
- 山嵜義三郎 - 社会政策学者、神戸大学名誉教授
- 有吉明 - 元駐中華民国大使
- 高木広一 - 外務省移住局長、駐デンマーク大使、駐ギリシャ大使
- 久保為義 - 映画監督
- マキノ雅弘 - 映画監督 （中退）
- 山中貞雄 - 映画監督
- 藤井滋司 - 脚本家
- 市岡忠男 - 初代巨人軍球団代表
- 竹内愛一 - 元中部日本・朝日監督
- 北本重二 - 元プロ野球選手
- 国松彰 - 元プロ野球選手・コーチ
- 中井康之 - 元プロ野球選手
- 谷内聖樹 - 元プロ野球選手
- 田中充（ミツル） - 元プロ野球選手
- 鈴鹿栄 - 軟球の考案者。
- 山根伸介 - お笑い芸人（チャンバラトリオ）
- 桂団朝 - 落語家
- 本領信治郎 - 元帝国議会議員、早稲田大学教授、同ラグビー部監督
- 竹内知咲 - お笑い芸人（天才ピアニスト）
- 細野邦彦 - 元日本テレビプロデューサー[要出典]

### 教職員
- 各務鎌吉 - 元府立商業学校教諭。のち三菱財閥系の実業家